# Besitzkonstitut

Illustration des Besitzkonstituts
Die Ausübung des unmittelbaren Besitzes an einer Sache (Dreieck) übt unverändert derjenige aus, der bereits Besitzer war, das Eigentum an der Sache (Quadrat) wechselt zum nunmehr mittelbaren Besitzer, aber neuen Eigentümer (Übergabesurrogat)

Das Besitzkonstitut (lat. constitutum possessorium) ist eine besondere Vereinbarung zur modifizierten Übergabe beim Eigentumserwerb an beweglichen Sachen nach deutschem Sachenrecht. Die Sache wird in diesem Fall nicht tatsächlich an den neuen Eigentümer übergeben, sondern es wird ein Übergabesurrogat vereinbart. Der Veräußerer bleibt gemäß § 930 BGB im unmittelbaren Besitz der Sache, die ohnehin bereits bei ihm ist. Das Eigentum an der Sache hingegen geht auf den Erwerber über. Statt tatsächlicher Übergabe wird gemäß § 868 BGB ein Besitzmittlungsverhältnis vereinbart, aufgrund dessen sich Veräußerer und Erwerber darüber einig sind, dass der Veräußerer die Sache fortan als unmittelbarer Fremdbesitzer für den Erwerber besitzt und dass der Erwerber Eigentümer unter der Maßgabe wird, dass er lediglich mittelbaren Eigenbesitz ausübt.

## Geschichte
Erste Erwähnung findet das Besitzkonstitut im frühklassischen römischen Recht bei Javolen, von dem der Fall berichtet wird, dass einer eine Sache, die er von einem Nießbrauchausübenden verlangt hat, vom Eigentümer mietete. Als Urheber des constitutum possessorium wird häufig gleichwohl erst Celsus betrachtet, bei dem deutlich wird, dass der ehemalige Eigentümer den Besitz als procurator für den Erwerber ausübt. Weitere Textstellen finden sich etwa bei Marcellus, Papinian und Paulus.
Ein Fall der „brevi manu traditio“ wird ebenfalls in der Zeit der Frühklassik angesiedelt, beschrieben in den spätantiken Digesten: danach sollte dem Inhaber einer Sache, die er bereits im Besitz hatte, übertragen werden. Durch den Wegfall des sonst notwendigen Eigentumsübertragungsvorgangs, genügte eine bloße Abmachung über den Eigentumswechsel.

## Bedeutung des Besitzkonstituts
Der Übereignende bleibt bei der Übereignung nach § 930 BGB im Besitz der Sache. Diese Übereignungsform eignet sich vornehmlich daher für die Sicherungsübereignung zur Absicherung von Forderungen. In der Praxis hat das Besitzkonstitut das Pfandrecht an Sachen  (§§ 1204 ff. BGB) abgelöst, da der Schuldner im Besitz der Sache bleibt und dies häufig auch bleiben muss, um mit ihrem Einsatz die erforderlichen Mittel zu erwirtschaften, mit denen er den gewährten Kredit zurückzahlen kann. Im Gegensatz zum Pfandrecht fehlt dem Besitzkonstitut andererseits der Publizitätseffekt. Das Besitzkonstitut findet deshalb vornehmlich bei bankrechtlichen Kreditsicherheiten Anwendung. Banken haben kein Interesse daran Sachen des Kreditnehmers in unmittelbarem Besitz zu halten (regelmäßig wäre das schon ein Platzproblem).  
Beispiel: A kauft ein Auto. Dieses übereignet er mittels Besitzkonstitut an seine Bank, die ihm den für den Erwerb nötigen Kredit ausgereicht hatte. Die Bank wird (treuhänderisch) Eigentümerin, denn mit Abzahlung des gewährten Kredits fällt das Eigentum entweder bedingungsgemäß unmittelbar oder aufgrund entsprechender Sicherungsabrede durch Rückübereignung an den Kreditnehmer (zurück), da der Sicherungszweck entfallen ist. Bis dahin kann A das Auto nutzen. Sollte der Kredit notleidend werden, darf die Bank das Auto herausverlangen und verwerten.

## Normalfall und Antizipation

### Gesetzliche und vertragliche Besitzkonstitute
Unterschieden wird zwischen gesetzlichen und vertraglichen Besitzmittlungsverhältnissen. Das gesetzliche Besitzkonstitut kann Eheangelegenheiten betreffen, soweit unter Ehegatten eine Übereignung stattfindet. Hans Josef Wieling vertritt die Auffassung, dass das Institut der Ehe allein noch keine Besitzmittelung veranlasst. 
Vertragliche Besitzmittlungsverhältnisse kommen durch vertragliche Vereinbarung zustande.

### Antizipiertes Besitzkonstitut
Aus Gründen des Verkehrsbedürfnisses und praktischen Erwägungen ist es möglich, dass sich die Parteien bereits im Vorfeld über den Eigentumsübergang einigen und ein Besitzmittlungsverhältnis vereinbaren, also vor Erlangung des Besitzes. Das Besitzkonstitut wird in diesen Fällen vorweggenommen, antizipiert. Regelmäßig erfolgt dies in den Fällen der der Sicherungsübereignung künftiger Sachen. Damit wird bewirkt, dass die Einigungserklärung über den Eigentumsübergang und die Vereinbarung über das Besitzmittlungsverhältnis sich auf erst später eingehende Waren erstreckt. Der Erwerbstatbestand ist dann in dem Moment erfüllt, in dem der Veräußerer den Besitz an der Sache erlangt.
Zur Sicherheit können zudem Sachen übereignet werden, die vom Sicherungsgeber selbst noch nicht bezahlt worden sind. Zumeist stehen sie bei Lieferung dann unter verlängertem Eigentumsvorbehalt, wobei dem Vorbehaltskäufer ein Anwartschaftsrecht auf Vollerwerb (Erstarkung des Rechts zum Eigentum) eingeräumt wird, sobald der Kaufpreis vollständig bezahlt ist. Im Rahmen einer Sicherungsübereignung kann dieses Anwartschaftsrecht zur Sicherung auf einen Kreditgeber übertragen werden, wobei gegebenenfalls bestehende gesetzliche Pfandrechte zu beachten sind.